# Тобајас Смолет
Тобаијас Џорџ Смолет (енгл. Tobias George Smollett; 19. март 1721 — 17. септембар 1771) био је шкотски писац, најпознатији по својим пикарским романима, као што су Родерик Рендом (1748) и Peregrine Pickle (1753).

## Биографија
Смолет је рођен у племићкој породици. Према старој шкотској традицији, пошто није био најстарије дете, морао је да оде од куће и сам да се сналази. Започео је школовање на универзитету у Глазгову, али га је напустио због сиромаштва. Затим ради као помоћник хирурга у Лондону. Током рата са Шпанијом добија посао хирурга на ратном броду, где остаје пар година. Након тога ради као хирург у Лондону, а највећи део живота проводи у Бату. Његова богата животна искуства и хируршка пракса касније су доста утицала на његов књижевни рад, на описивање догађаја и избор предела њему познатих.